# Kunstvlaai
De Kunstvlaai is een alternatieve Nederlandse kunstbeurs, die voor het eerst in 1997 plaatsvond in de Westergasfabriek in Amsterdam. Op deze beurs presenteren kunstinstellingen, kunstenaarsinitiatieven en kunstopleidingen werken van jonge en gevestigde kunstenaars. 
De beurs is als Niet de Kunstvlaai ontstaan toen het Sandberg Instituut in 1997 op de KunstRAI een tentoonstelling wilde maken met 'andere' kunst, naast de galeries op de KunstRAI (tussen 2006 en 2012 Art Amsterdam genoemd). Omdat de KunstRai daar niets voor voelde, ontstond toen de alternatieve manifestatie Niet de Kunstvlaai met aanvankelijk de Westergasfabriek als locatie. 
In 1999 werd de naam ingekort tot Kunstvlaai. 
Editie 2012 vond plaats in het voormalige  Sint-Nicolaaslyceum in de Prinses Irenestraat te  Amsterdam. Onder de deelnemende en meewerkende organisaties waren PLANETART, De Appel, stichting ZET, de Nieuwe Vide (Haarlem), W139 en vele anderen.

## Geschiedenis
- Niet de Kunstvlaai: 1997
- Niet de Kunstvlaai 2: 1998
- Kunstvlaai 3: 1999
- Kunstvlaai 4: 2000
- Kunstvlaai 5: mei 2004
- Kunstvlaai 6: 6 - 14 mei 2006
- Kunstvlaai A.P.I. (Art Pie International): 2008
- Kunstvlaai 2010: 15 - 23 mei 2010
- Kunstvlaai 2012: 23 november - 2 december 2012[1]